# Haarlo
Haarlo est un village appartenant à la commune néerlandaise de Berkelland. Le 1er janvier 2007, le village comptait 720 habitants.